# Garmanatsi
Els Garmanatsi o Gardmanatsi van ser una família de nakharark (nobles) d'Armènia amb feus hereditaris al Gardman, a la província d'Uti.
El primer membre conegut de la família es deia Peroz Garmanatsi i va aparèixer cap a l'any 390 i el va seguir Khosrov Garmanatsi als voltants del 415, quan Vardanes II Mamiconi es va aixecar contra el rei Isdigerdes II.